# Путь Халимы
«Путь Халимы» (босн. Halimin put) — драматический фильм 2012 года, основанный на реальных событиях, от хорватского режиссёра Арсена Остоича. Картина была показана на 50 фестивалях по всему миру и получила свыше 30 наград.

## Сюжет
В 1977 году мусульманка София (Ольга Пакалович) забеременела от Славомира (Мие Юришич), серба-христианина. Отец в наказание избивает её, узнав о связи со Славо, а вся семья покрывается позором. София рождает сына и отдаёт младенца бездетной тётке Халиме (Алма Прица), Славо же она говорит, что ребёнок родился мертворождённым. Двадцать лет спустя война разоряет страну, сын Халимы убит и похоронен в братской могиле. Чтобы получить его останки, она должна предоставить кровь для теста ДНК и подтвердить родство, но София отказывается помочь. Халима отправляется на поиски давно исчезнувшей из её жизни племянницы, чтобы убедить её сдать кровь для теста.

## Прототипы
Сценарий основан на реальной истории боснийской пары Захиды и Мухарема Фазличей, которые жили в западной Боснии в деревне Приедор. Их приёмный сын Эмир был убит при резне в Коричани 21 августа 1992 года. Фазличи пытались получить останки сына для перезахоронения, но им отказывали из-за отсутствия доказательств кровного родства. В течение 12 лет они искали родную мать Эмира, однако женщина отказалась предоставить образец крови для теста. В итоге супругам помогла её дочь. Захида Фарзлич скончалась в мае 2011 года.

## Производство
Фильм снимался совместно Боснией, Хорватией и Словенией. Феджа Исович начал работать над сценарием в начале 2000-х вместе со своим другом и соавтором фильма «Хорошо выглядящие трупы» Бенжамином Филиповичем. После смерти Филиповича 20 июля 2006 года сценарий отдали режиссёру Арсену Остоичу, который доработал его и снял финальную версию картины. Съёмки начались в Писаровине 27 февраля 2012 года. По словам режиссёра, история Халимы — настоящая греческая трагедия, однако он старался показать не только судьбу одной семьи, но и продемонстрировать западному зрителю трагедию и внутренние конфликты народов бывшей Югославии.

## Релиз и критика
Первый показ состоялся на 59-м кинофестивале в Пуле в июле 2012 года. Фильм был выпущен в прокат в Хорватии 25 октября 2012 года и вошёл в программы 50 фестивалей на четырёх континентах. «Путь Халимы» получил гран-при на 19-м Международном кинофестивале в Марокко и на 29-м Международном кинофестивале в Монсе, где также получил отдельный приз жюри Cinefemme, а Алма Прица — приз за лучшую женскую роль. В 2013-м году Хорватия выставила «Путь Халимы» как своего кандидата на «Оскар». В 2014-м году картина выиграла гран-при на Международном мусульманском кинофестивале в Казани. Всего фильм собрал более 30 различных наград.